# توبی میمبوئه
توبی میمبوئه (انگلیسی: Tobie Mimboe؛ زادهٔ ۳۰ ژوئن ۱۹۶۴) بازیکن فوتبال اهل کامرون بود.
از باشگاه‌هایی که در آن بازی کرده است می‌توان به باشگاه فوتبال استرانگست، باشگاه فوتبال سرو پورتنیو، باشگاه ورزشی سن لورنسو آلماگرو، باشگاه ورزشی گنچلربیرلیغی، و باشگاه فوتبال گوانگ‌ژو سیتی اشاره کرد.
وی همچنین در تیم ملی فوتبال کامرون بازی کرده است.